# Lara Felix
Lara Felix (* 1. April 2003 in Wien) ist eine österreichische Fußballspielerin, die seit 2021 für die A-Nationalmannschaft spielt.

## Karriere

### Vereine
Lara Felix startete ihre sportliche Laufbahn 2009 beim SC Wollers Komet im 21. Wiener Gemeindebezirk Floridsdorf. Weitere Stationen waren der FC Stadlau (Leihe) in Donaustadt und der FAC Wien. Im Finale der 41. Sparkasse Schülerliga am Sportplatz Donaufeld erzielte sie im Juni 2016 den Siegestreffer für das Team des BG/BRG/BORG Polgarstraße. Zuvor schoss sie beim Semifinale als erstes Mädchen im Rahmen der Bundesmeisterschaft ein Tor.
Im Juli 2017 wechselte sie zum SKN St. Pölten. In St. Pölten besuchte sie die Frauen-Akademie des Österreichischen Fußball-Bundes (ÖFB). Mit dem SV Neulengbach spielte sie ab 2020 in der Planet Pure Frauen Bundesliga, mit dem sie in der Saison 2021/22 Fünfte wurde. Im Juli 2022 wechselte sie zum 1. FC Nürnberg nach Deutschland. Die 2. Frauen-Bundesliga 2022/23 beendeten die Club-Frauen mit 52 Punkten auf dem 2. Platz und stiegen in die Frauen-Bundesliga auf, in 18 Ligaspielen gelangen Felix vier Tore. Anfang Mai 2023 zog sich Lara Felix nach einem 2:1-Heimsieg über Andernach einen Kreuzbandriss zu und fehlte im Saisonfinale. Mitte 2025 wechselte sie zum First Vienna FC.

### Nationalmannschaft
Felix bestritt in den Jahren 2018 und 2019 insgesamt sieben Länderspiele für die U17-Nationalmannschaft und in den Jahren 2021 und 2022 neun Länderspiele für die U19-Nationalmannschaft. Ihr Debüt im A-Nationalmannschaft gab sie am 14. Juni 2021 bei der 2:3-Niederlage gegen die Nationalmannschaft Italiens, wo sie in der 82. Minute gegen Marie-Therese Höbinger eingewechselt wurde. Für die Qualifikationsspiele für die Weltmeisterschaft 2023 im September 2022 gegen England und Nordmazedonien wurde sie von ÖFB-Teamchefin Irene Fuhrmann erneut in den ÖFB-Kader berufen. Im Februar 2023 wurde Felix für das Länderspiel gegen die Niederlande nominiert, zum Einsatz kam Lara Felix beim 2:1-Testspielsieg allerdings nicht.

## Erfolge
- Vizemeisterin und Aufstieg in die Frauen-Bundesliga mit dem 1. FC Nürnberg (2023)